# Torben Frank
Torben Frank (Copenhague, 16 de junho de 1968) é um ex-futebolista profissional dinamarquês, que atuava como atacante. Foi campeão da Eurocopa de 1992.

## Carreira
Torben Frank fez parte do elenco da Seleção Dinamarquesa de Futebol da Eurocopa de 1992.

## Títulos
- Eurocopa de 1992